# Canada West
Canada West (o semplicemente West) è un club canadese di rugby XV fondato nel 2005 dal comitato NA4 e dalla Federazione canadese.
Milita, insieme a Canada East, USA Falcons e USA Hawks nella North America 4, il campionato che unisce le franchigie canadesi e statunitensi.

## Statistiche
- Record presenze

      Ed Fairhust (5) 
- Record punti

      Ed Fairhust (50)
- Partita d'esordio

     USA Hawks 0 - 98 West
   (20 maggio 2006) 
- Miglior vittoria

     USA Hawks 0 - 98 West
   (27 maggio 2006)
- Peggior Sconfitta

     Canada East 34 - 18 West
   (26 luglio 2006)